# Lycianthes rzedowskii
Lycianthes rzedowskii är en potatisväxtart som beskrevs av E.A. Dean. Lycianthes rzedowskii ingår i Himmelsögonsläktet som ingår i familjen potatisväxter. Inga underarter finns listade i Catalogue of Life.